# Trnová (Dobříš)
Trnová je samota, část města Dobříš v okrese Příbram ve Středočeském kraji, bývalý hospodářský dvůr. Leží asi jeden kilometr západně od města na silnici I/114 do Hostomic. V roce 2011 zde trvale žilo šestnáct obyvatel. V současné době se zde, kromě již zmíněného statku, nacházejí objekty drůbežárny, rybník, objekt a nádrže Českého svazu rybářů a jeden obytný dům. Administrativně k Trnové patří i nedaleké Brodce a samoty Knížecí studánky a Rochota.

## Historie
První písemná zmínka o vesnici pochází z roku 1720.

## Největší otrava v ČSSR
Z chovů hospodářských zvířat v Trnové se po celém socialistickém Československu šířily ke spotřebě potraviny kontaminované rtutí:
V červenci 1981 měli veterináři zpočátku podezření na běžné virové onemocnění známé jako Markova nemoc, ale po prodlení v začátku chaotického vyšetřování koncem srpna veterináři ze vzorků z uhynulých slepic a jejich vajec zjistili šokující výsledky, že vejce obsahovala 1400krát vyšší množství rtuti, než byl povolený limit. Pouhé jedno kontaminované vejce mohlo zabít kojence.
Navzdory kritické povaze kontaminace probíhalo vyšetřování chaoticky. První zprávy o otrávených vejcích byly známy již 3. září, ale trvalo více než dva týdny, než ústřední orgány vůbec na místo vyslaly vyšetřovatele. I poté se vyšetřovatelé potýkali se zpožděním, protože místní úředníci nebyli přítomni, aby mohli poskytnout informace. Tato dezorganizace situaci ještě zhoršila, protože nebyla přijata žádná okamžitá opatření, která by zabránila šíření otravy. Vejce s obsahem rtuti byla distribuována po celé zemi.
Zdrojem kontaminace bylo osivo, ošetřené fungicidy na bázi rtuti, jež měly zabránit růstu plísní během skladování plodin. Použité však bylo jako krmivo pro zvířata.
Úřady statek uzavřely a stáhly kontaminovaná vejce z oběhu. Rozhodly se však neinformovat veřejnost. Navzdory rozsáhlosti krize byla reakce úřadů minimální a z velké části se zaměřila na ututlání hrozby. Namísto řešení možných dopadů na lidské zdraví nebo zjišťování počtu obětí se úředníci soustředili pouze na zastavení používání obilí ošetřeného rtutí jako krmiva. Toto nenápadné řešení umožnilo vládě vyšetřování v tichosti odložit.
Mnoho lidí, kteří v roce 1981 konzumovali vejce nebo maso, mohlo být nevědomky vystaveno toxickému množství rtuti, přesto nikdy nenásledovala žádná zdravotní kampaň nebo odškodnění. Zdravotní důsledky přitom mohou být patrné i dnes.

## Obyvatelstvo
| Rok            | 1869 | 1880 | 1890 | 1900 | 1910 | 1921 | 1930 | 1950 | 1961 | 1970 | 1980 | 1991 | 2001 | 2011 | 2021 |
| -------------- | ---- | ---- | ---- | ---- | ---- | ---- | ---- | ---- | ---- | ---- | ---- | ---- | ---- | ---- | ---- |
| Počet obyvatel | 43   | 81   | 71   | 62   | 72   | 54   | 41   | 27   | 26   | 0    | 78   | 27   | 31   | 16   | 8    |
| Počet domů     | 3    | 5    | 5    | 5    | 4    | 7    | 4    | 5    | 5    | 0    | 17   | 7    | 13   | 3    | 2    |

## Obecní správa
Při sčítání lidu v letech 1880–1899 Trnová byla osadou města Dobříš v okrese Příbram. V následujícím období byla osada úředně zrušena a jako část města Dobříš byla obnovena roku 1900, se kterým patřila nejprve do okresu Příbram, ale v roce 1950 v okrese Dobříš a od roku 1960 opět v okrese Příbram.

## Galerie

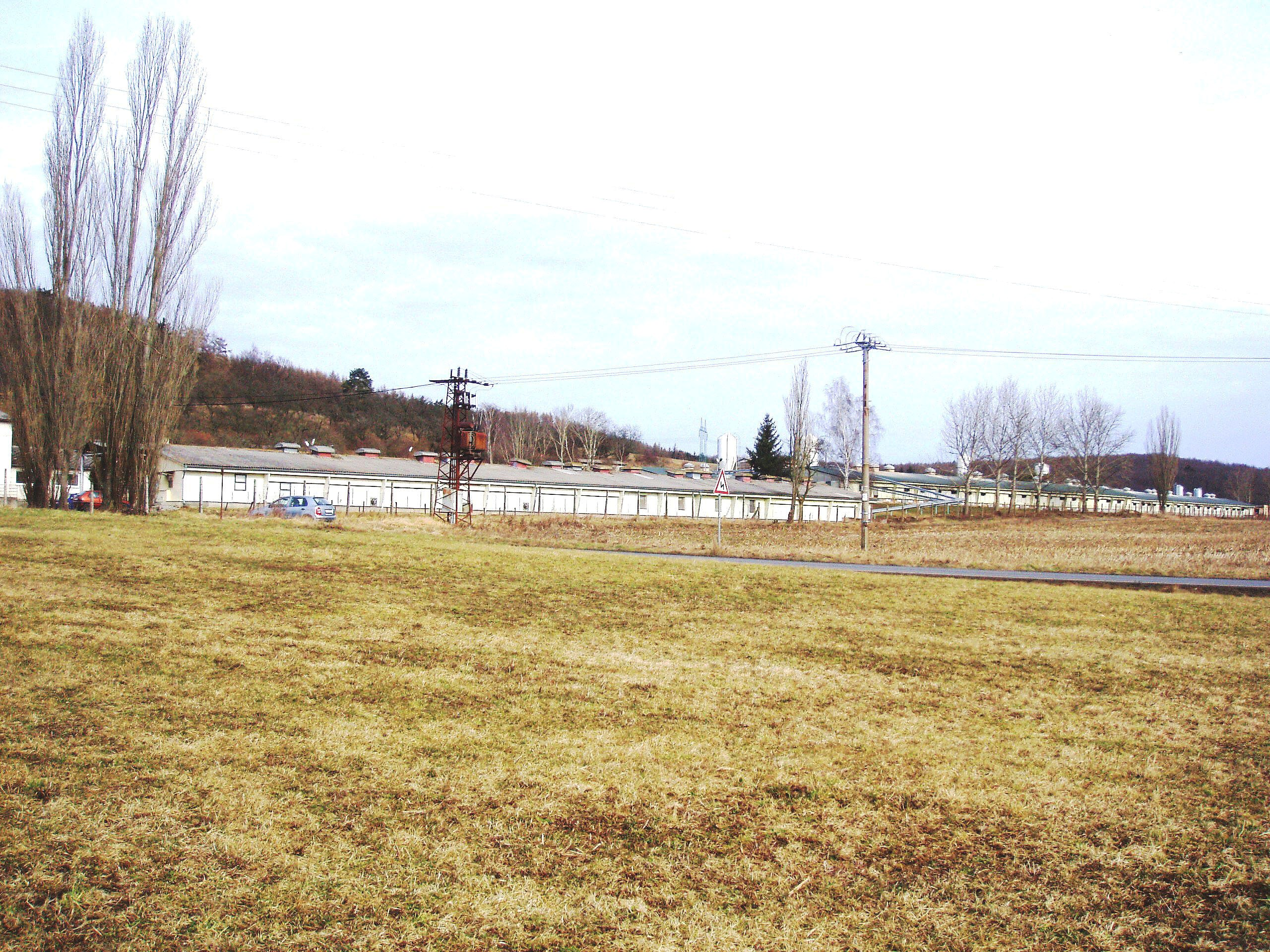
Drůbežárna v Trnové
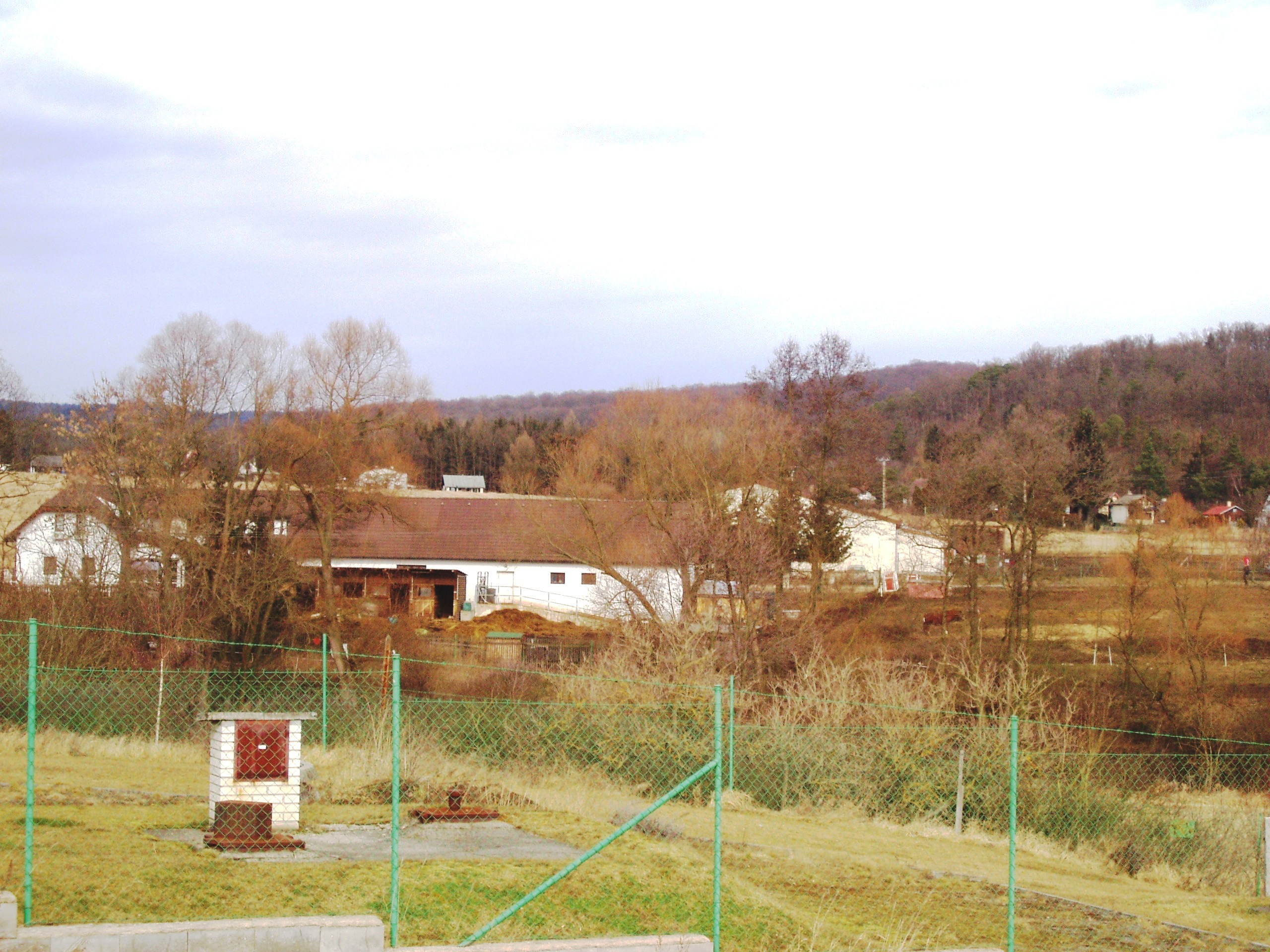
Brodce u Dobříše (chatová oblast)